# Обрій (безпілотний авіаційний комплекс)
«Обрій»  — перший в Україні безпілотний авіаційний комплекс (БАК) на реактивній тязі. Призначений для налаштування та перевірки робочих режимів зенітних ракетних і зенітних артилерійських комплексів, а також навчання і тренування бойових розрахунків. 
Розробка української компанії НВП «Аеротехніка-МЛТ».

## Опис
БАК «Обрій» складається з:
- наземна станція управління (НСУ) в стаціонарному виконанні або на шасі автомобіля з підвищеною прохідністю
- комплект безпілотних літальних апаратів (БПЛА) «Блік-М».

Система автоматичного керування польотом A-FCS забезпечує роботу різних режимів управління мішенню:
- автоматичний режим – політ за раніше заданим маршрутом і виконання польотного завдання
- режим стабілізації – стабілізований політ за курсом, крену і тангажу
- ручний режим – політ повністю в ручному режимі без втручання A-FCS.[2]

БПЛА «Блік-М» обладнаний імітатором повітряних цілей, що дозволяє змінювати ефективну площу розсіювання (ЕПР) в діапазоні від 0.1 кв. м до 100 кв. м.

### Технічні характеристики
За даними виробника:
- Максимальна швидкість: 500 км/год
- Крейсерська швидкість: 250 км/год
- Посадочна швидкість: 60 км/год
- Максимальна висота 6000 м
- Максимальна дальність: 125 км
- Максимальна тривалість польоту: 30 хв
- Готовність до польоту: 10 хв
- Довжина розбігу: 50 м
- Довжина пробігу: 100 м
- Злітна вага: 30 кг.

Габарити БПЛА «БЛІК-М»:
- Розмах крила: 2,47 м
- Довжина: 3,35 м